# Gertrude K. Lathrop
Gertrude Katherine Lathrop (1896–1986) foi uma escultora americana.

## Biografia
Lathrop nasceu em Albany, Nova York, filha dos artistas Ida Pulis Lathrop e Cyrus Clark Lathrop. A sua irmã Dorothy P. Lathrop também era artista.
O seu trabalho encontra-se incluído nas colecções do Museu de Arte de Seattle, do Museu Smithsoniano de Arte Americana, da Galeria Nacional de Arte, Washington, do Albany Institute of History &amp; Art e do Metropolitan Museum of Art.
Faleceu em Falls Village, Connecticut, em 1986.